# Relaciones Bosnia y Herzegovina-Estados Unidos
Las relaciones Bosnia y Herzegovina-Estados Unidos son las relaciones diplomáticas entre Bosnia y Herzegovina y Estados Unidos.
La guerra de 1992-95 en Bosnia y Herzegovina terminó con la ayuda de la participación de Estados Unidos en la intermediación del Acuerdo de Dayton de 1995. Los Estados Unidos mantienen el mando de la sede de OTAN en Sarajevo. Los Estados Unidos han donado cientos de millones de dólares para ayudar con infraestructura, ayuda humanitaria, desarrollo económico y reconstrucción militar en Herzegovina y Bosnia. La Agencia para el Desarrollo Internacional de Estados Unidos (USAID) y el Apoyo a las Democracias de Europa del Este (SEED) han desempeñado un papel importante en la Bosnia y Herzegovina de la posguerra, incluidos los programas de desarrollo económicos y la reforma democrática (medios de comunicación, elecciones), desarrollo deinfraestructuras, y programas de capacitación para profesionales bosnios, entre otros. Además, hay muchas organizaciones no gubernamentales (ONGs) que también han desempeñado un papel importante en la reconstrucción.
De acuerdo con el Informe de liderazgo global de Estados Unidos de 2012, el 33% de la población de Bosnia y Herzegovina aprueba el liderazgo de Estados Unidos, con un 49% de desaprobación y un 18% de incertidumbre.

## Misiones diplomáticas
- Estados Unidos tiene una embajada en Sarajevo.
- Bosnia y Herzegovina tiene una embajada en Washington D. C.[3]